# Спин
 Тази статия е за физичния термин.  За заболяването вижте СПИН.  За други значения вижте Спин (пояснение).
Спин (на английски: spin – въртя се) е собственият момент на импулса на елементарни частици с квантова природа. За разлика от орбиталния ъглов момент, спинът не е свързан с движение в пространството, а е по-скоро вътрешна квантова характеристика на частицата, нямаща еквивалент в класическата механика.
Спинът се измерва в единици {\displaystyle \hbar } (т.е. редуцирана константа на Планк, или константа на Дирак). Моментът на импулса е квантуван: {\displaystyle S=\hbar \,{\sqrt {s(s+1)}},} където s е цяло или полуцяло положително число (може да е и 0). В този смисъл се говори за цял и полуцял спин.
Спинът е едно от квантовите числа, описващи микроскопичните обекти като (елементарни частици, ядра, атоми), характеризиращо закона за преобразуване на вълновата функция при смяна на координатната система.